# 三橋加奈子
三橋 加奈子（みつはし かなこ、1978年1月10日 - ）は、日本の声優、舞台女優。神奈川県横浜市保土ケ谷区出身。元夫は同じく声優の遊佐浩二｡スターダス・21 Neu（業務提携）。

## 略歴
小学校、中学時代から「役者をやりたい」と思ったが、親からは「応募しなくてもそういうのに才能がある人物は、向こうから声を掛けられる」と言われたこともあり応募したことがなかった。神奈川県内の公立高校時代、偶々友人と東京都渋谷区原宿に買い物に行ったところ、ラフォーレ原宿の前で「モデルになりませんか?」とスカウトされた。家に帰宅後、三橋は「こんなことあったよ」と話したものの、親はあまり信用していない様子であった。そこで親が電話をしたところ「一度お話に来てください」と言われ、実際に行ってみたところ「じゃあ宜しくお願いします」という形でモデルの仕事を始める。
グラビアの仕事をしていた間、社長の知り合いだった『こちら葛飾区亀有公園前派出所』のプロデューサーからオーディションの話が入り、その後社長から「行ってきな」と言われて、学校帰りに制服姿でオーディションに行っていた。オーディションは普通に受けていたが、「普通っぽさが良い」と言われて合格し、18歳の時に『こちら葛飾区亀有公園前派出所』の清正奈緒子役で声優デビュー。それまでは「声優になろう」と思ったり、声優になるための勉強を一度もしたことがなかった。演劇部などの芝居以外では『こちら葛飾区亀有公園前派出所』のマイクの前に立つことが初めての芝居だった。マイク前の立ち方も分からず、台本のチェックの仕方も無知で「アクセント辞典って何?」と感じていた。周囲の岡本麻弥、宮本充などから「台本ってこうやってチェックするんだよ」と説明され、マイク前に立つのが分からないことから引っ張って立たせてもらった。しかし、マイクの前に立ったからと急に声が出るわけではなく「え!?どうしよう!?」と迷っていた。岡本が背中をポンと叩いて「私の番なんだ」といった感じで指摘したり、松野太紀などに「声優って初めて来た時はこうするもの」と厳しく指導されたという。
ジュノンスーパーボーイコンテストの全国写メコンテストをきっかけに芸能界入りした俳優・アーティストのSADAと、音楽ユニット「Belle de STERA」を結成。共にレギュラーを務める千葉テレビ「マスター☆コレクション」を中心に活動している。
デビューから2007年12月まではサンミュージックグループ所属、2024年7月からは スターダス・21 Neu（業務提携）。

## 人物・エピソード
キャラクターの演技をする際に心がけていることは「自分の気持ちに正直にやる」ということであり、その人物の気持ちになるというより「どうしてその人はその気持ちになったんだろう?」などを追っていき、それに忠実にし作り込みすぎないで行こうと思っている。相手の言われ方により全然返し方が変わってくるため、作り込みすぎないでフラットな状態で作っていき、相手とのキャッチボールを楽しもうと思いながらやっているという。
『HUNTER×HUNTER』ではキルア＝ゾルディック役を演じていたが、原作の『HUNTER×HUNTER』は知っており、オーディションの話をもらってそれを読み「めっちゃ面白いじゃん!」と思った。元々、少女漫画が凄く好きで少年漫画を読んだことがなかったが、人気があるというのは知っていた。キルアは後から登場するため、1話、2話のアフレコがスタートしている時にまだオーディションをしていた。最終的に3人ぐらい候補に残っていたが、最後にゴンとキルアの掛け合いを行うことになり、他の人物たちが終わった後にキルア役で残っていた人物たちが呼ばれた。その時に竹内順子のゴンと最初の掛け合いのシーンをそれぞれがオーディションでやらされて、それで最終決定となった。そのオーデイションには3回か4回ぐらい行っていたという。
横浜ベイスターズの福盛和男のファンであったこともあり、球団のイメージソングを唄っていた『CoCo』に憧れていた。後に、宮前真樹とは『ミュージカル発明BOYカニパン』、三浦理恵子とは『こちら葛飾区亀有公園前派出所』にて共に共演を果たした。また、三浦とは役名の小町と奈緒子として『毎日、ノープロブレム』をリリースしている。
本人の間違った言葉の使い方から「ままなってる？」という言葉がファンとの恒例の掛け合いとなっている。この際、本来の言葉の意味や意図は関係ないようである。また、漢字も苦手で、HUNTER×HUNTER Rの放送中、共にパーソナリティを務めていた竹内順子に度々つっこまれている。
『HUNTER×HUNTER』などで多く共演歴のある声優の甲斐田ゆきらからは度々「天然」と言われるが、「インタビューやスピーチの際は的確で心のある言葉が出てくる、周りに対する思いやりに溢れた内面の深みのある人物」と評されている。
趣味はダーツ、肉を食べること。特技は子守と語っており、幼い頃から弟の面倒を見てきたため子供の面倒を見ることが得意。『こちら葛飾区亀有公園前派出所』のアフレコ現場では、共演していた森尾由美の娘の面倒をよく見ていた。
2017年1月、2014年に女児を出産していた事をTwitterで発表した。

## 出演
太字はメインキャラクター。

### テレビアニメ
1996年
- こちら葛飾区亀有公園前派出所（清正奈緒子）

1997年
- ケロケロちゃいむ（スー）
- はいぱーぽりす（グレイ・サマンサ）

1998年
- 発明BOYカニパン（1998年 - 1999年、ミルク）- 2シリーズ

1999年
- ごぞんじ!月光仮面くん（星川きらら）
- HUNTER×HUNTER（第1作）（1999年 - 2001年、キルア＝ゾルディック）

2000年
- ブギーポップは笑わない Boogiepop Phantom（佐藤理恵）

2001年
- スターオーシャンEX（レオン・D・S・ゲーステ）

2002年
- バンパイヤン・キッズ（ジュリエッチョ）
- テニスの王子様（2002年 - 2003年、タカコ、田中浩平）

2003年
- GUNSLINGER GIRL（リコ）

2004年
- GANTZ 〜the first stage〜（岸本しおり）
- Get Ride! アムドライバー（クレア・オギルヴィー）
- それいけ!ズッコケ三人組（島かおり、恒川浩介、若林先生、他）

2005年
- 涼風（朝比奈涼風）
- 絶対少年（深山美紀）
- シュガシュガルーン（2005年 - 2006年、三村潤、ローゼ、綾小路住花、オグル、ハニー）

2006年
- しにがみのバラッド。（藤浦トマト）
- 人造昆虫カブトボーグ V×V（松岡勝治）
- ヤマトナデシコ七変化♥（理想の彼女）
- 妖怪人間ベム（リサ）
- それいけ!アンパンマン（たまねぎくん〈初代〉、キキョウの娘）

2007年
- 逮捕しちゃうぞ フルスロットル（署員）

2010年
- いただきますごちそうさま

2017年
- 風夏（秋月涼風）

### 劇場アニメ
- こちら葛飾区亀有公園前派出所 THE MOVIE（1999年、清正奈緒子）
- こちら葛飾区亀有公園前派出所 THE MOVIE2 UFO襲来! トルネード大作戦!!（2003年、清正奈緒子[15]）
- はなれ砦のヨナ（2006年、ヨナ[16]）

### OVA
- AIKa（1998年、青デルモV、ピンク〈ビビアン〉、ブラック〈さえ〉）
- HUNTER×HUNTER ORIGINAL VIDEO ANIMATION（2002年、キルア＝ゾルディック）
- バンパイヤン・キッズ（2002年、ジュリエッチョ）
- HUNTER×HUNTER GREED ISLAND（2003年、キルア＝ゾルディック）
- HUNTER×HUNTER G・I Final（2004年、キルア＝ゾルディック）
- 君のいる町（2012年、秋月涼風）

### ゲーム
- スタースイープ（1997年、リオ）
- 超発明BOYカニパン 〜暴走ロボトの謎!?〜（1999年、ミルク）
- ブリガンダイン 〜グランドエディション〜（2000年、メリオット、ユーラ）
- HUNTER×HUNTER 奪われたオーラストーン（2001年、キルア＝ゾルディック）
- HUNTER×HUNTER 龍脈の祭壇（2001年、キルア＝ゾルディック）
- HUNTER×HUNTER みんな友達大作戦!!（2003年、キルア＝ゾルディック）
- GUNSLINGER GIRL Volume III（2004年、リコ）
- シュガシュガルーン 〜恋もおしゃれもピックアップ〜（2005年、三村潤）
- 新天魔界ジェネレーション・オブ・カオスV（2005年、ゴン）
- イーディス メモリーズ〜新天魔界 GOCV〜（2005年、ゴン）
- 未来少年コナン（2005年、ラナ）

### ドラマCD
- HUNTER×HUNTERシリーズ（キルア）
  - キャラクター IN CDシリーズ Vol.1 「ゴン」
  - キャラクター IN CDシリーズ Vol.2 「キルア」
  - キャラクター IN CDシリーズ Vol.3 「ヒソカ」
  - キャラクター IN CDシリーズ Vol.4 「クラピカ」
  - キャラクター IN CDシリーズ Vol.5 「レオリオ」
  - キャラクター IN CDシリーズ スペシャル「～旅団×主役×ウソォ?～」
  - オリジナルドラマ Vol.1 「不思議の国の×ハンター」
  - オリジナルドラマ Vol.2 「眠れる街の×ハンター」
  - オリジナルドラマ Vol.3 「時を駆ける×ハンター」
  - Next Epsodeシリーズ Scene 1 「Zaoldyeck」
  - Next Epsodeシリーズ Scene 2 「CURARPIKT」
  - オリジナルドラマ「サラセニアの夜」
- スターオーシャンEXシリーズ（レオン・D・S・ゲーステ）
  - オリジナルドラマ CD Navigation 2
  - オリジナルドラマ CD Navigation 4
  - オリジナルドラマ CD Navigation 5
- CDドラマ NaNa（女生徒）
- CD KANIPAN 超発明BOYカニパン（ミルク）
- CDドラマ AIKa Special Mission vol.2 スウィート・エモーション
- CDドラマ「歯科医は愛を試される」（日高 茜）
- CDドラマ「不器用なサイレント2」（テニス部部長）
- CDドラマ 「Eternal Guardian〜聖戦士伝説〜第一部 第二章 ティア・プレリュード CDドラマアルバム」（アベル）
- CDドラマ 「カードマスター・アークエンジェル Vol.1」（パム）
- TVアニメーション「あまつき」ドラマCD 第2巻
- TAKETORI 第1章･冬の生（村人）
- TAKETORI 第4章･秋の翔（天女キサラギ）
- ドラマCD di［e］ce-ダイス-
- それいけズッコケ三人組 〜ズッコケ海底大陸の秘密〜（藤本恵）

### 吹き替え

#### 海外ドラマ
- ありがとうございます（カン・シムシム）
- ミディアム 霊能者アリソン・デュボア（女子学生）

### CD
- HUNTER×HUNTERラジオシリーズ
  - Vol.1 「ラヂオ×開局×リアリティ!?」
  - Vol.2 「ナツ×ボン踊り×音頭?」
  - Vol.3 「ハンターR CD×続行?×完結?」
  - Vol.4 「ハンターR×試験放送×カルタdeR」
  - Vol.5 「HUNTER×HUNTER×RELAX」
  - Vol.6 「クロロ、出演依頼を受けるの巻」
  - Vol.7 「あったらいいな、H2TP!?の巻」
  - Vol.8 「転校×学校×熱血青春?」
  - Vol.9 「祝×100×記念パーティ?」
  - Vol.10 「海だっ!×山だっ!×夏休み?」
  - Vol.11 「芸術?×運動?×ハンターの秋!」
  - Vol.12 「冬だ!×勝負だ!×ウィンタースポーツ?」
  - Vol.13 「冬だ!×勝負だ!×ウィンタースポーツ?」
  - HUNTER×HUNTER Revenge「クラピカ×レオリオ×DJジャック」
  - 「ハンター×ハンター×リフレッシュ」
  - SP1
  - SP2
  - SP3
  - SP4
  - SP5
  - Re:01
  - Re:02
  - Re:03
  - Re:04
  - Re:05
  - Re:06
  - キャラクター・ボーカル・ソングブック
  - ミュージカル ハンター×ハンター ボーカルソングコレクション
- テニスの王子様 THE BEST OF RIVAL PLAYERS XXIV  「TWIN OF US ～純白の羽～」（田中浩平）
- スタースイープ オリジナルサウンドトラック サイトロンレーベル
- 毎日、ノープロブレム
- 最新アニメテーマソング みんなでアニソン〜男の子向き〜
- こち亀百歌選〜主題歌ベストコレクション〜
- 涼風 ミュージックフィールド Vol.1（朝比奈涼風）
- GUNSLINGER GIRL Image Album 『poca felicita』（リコ）
- Pure+「うた」
- V-station THE BEST
- 高田広ゆきラヂオシティーホール

### 舞台
- ミュージカル ケロケロちゃいむ（スー）
- ミュージカル 発明BOYカニパン（ミルク）
- ミュージカル HUNTER×HUNTER（キルア＝ゾルディック、ミスミツコ）
- ミュージカル「HUNTER×HUNTER de'ja'-ve in summer」（キルア＝ゾルディック、ミスミツコ）
- ミュージカル「HUNTER×HUNTER the nightmare of ZAOLDYECK」（キルア＝ゾルディック）
- リアルステージ「HUNTER×HUNTER ～a longing for Phalcnothdk(蜘蛛の記憶)～」（キルア＝ゾルディック）
- こちら葛飾区亀有公園前派出所舞台版（竹内順子と共にゲスト出演・演歌歌手）
- 三橋加奈子のちゃんこ鍋
- 劇団上海ジェット「ピノッキオ。」
- KURA・KURAプロデュース道学先生Vol.14「酒坊っちゃん」（竹内美沙子）
- ミュージカル「ギャラクシーエンジェル Re-MIX」（キルシェ）
- 上本巨志 ピアノコンサート＆あのときの、王子くん朗読劇（MC）

### ラジオ
- アニメトピアR（1997年4月- 1998年3月、ラジオ大阪） - 樋口智恵子と共演
- サタデーホットリクエスト（2000年4月 - 2001年9月、NHK-FM）
- ハンター×ハンターR（2000年4月 - 2005年3月、ラジオ大阪） - ゴン役の竹内順子と共演
- GyaOジョッキー 「松MOTTOりかの60分劇場」（パーソナリティ）
- 三橋加奈子のSaturday Bell（2016年1月2日 - 、FMうらやす）

### テレビ番組
- Internet TV GyaO
- NHK-BS2「ペット相談」
- レディが行きたい！信州レジャーガイド
- アニマックス「ナッキー・パンチ」
- Jドキュメント750「声優ワンダーランド」
- PLANET FUTURE
- Anime-TV
- スノービート(SNOW BEAT)
- HEN ちずるちゃん・あずみちゃん
- 都市伝説バスター 第7話（2014年9月 、チバテレ）

### パソコンソフト
- GUNSLINGER GIRL デスクトップアクセサリ（リコ）
- ハンター×ハンター デスクトップアクセサリ Vol.1（キルア＝ゾルディック）
- しゃべくり甲子園 激闘の記録

### CM
- ライオン「植物物語」
- エースコック「スーパーカップ」
- コカコーラ「ミニッツメイド」
- セブンイレブン「世界名作劇場絵皿プレゼント」（スターリング）
- ショウワノート ジャポニカ学習帳 CM（ポポ姫）
- 三井住友海上あいおい生命保険「＆LIFE」（スターリング)
- ミクシィ「モンスターストライク」（スターリング）

### その他コンテンツ
- ジャンプフェスタ2002 ビデオ（ハンターステージ）
- ジャパンフェスタ2003 スーパービデオ&DVD（ハンターステージ）
- 竹内順子と過ごすこどもの日イベント（ゲスト）
- パチンコCR超絶合体SRD（アオイ）
- サンミュージックお笑い夏祭り（司会）
- CBCテレビ マスコットキャラクター・ころんちゃん（ぶひつじ）
- NTT西日本 インフォメーションアニメ
- PLANET FUTURE (ナレーション・ナビゲーター)
- 声優コレクションリターンズ～はりけ〜んずらいぶ
- 鈴村健一の挑戦！ ちゃりんこアーバンライナー